# بطنج ظلامي
البطنج الظلامي أو الستاكس الظلامي (باللاتينية: Stachys obscura) نوع نباتي يتبع جنس البطنج من الفصيلة الشفوية.

## الموئل والانتشار
موطنها المشرق العربي وتركيا.